# Francisco Hudson
 Francisco Hudson Cárdenas   est né le 1er juillet 1826 à  Curaco de Vélez , il est mort porté disparu en mer en 1859. C'était un officier de marine chilien et hydrographe remarquable pour ses explorations du sud du Chili et de la Patagonie chilienne. Hudson a navigué au nom du gouvernement chilien à plusieurs reprises au Pérou et en Équateur , il a aidé les immigrants allemands à arriver à Valdivia mais a gagné en notoriété pour ses explorations et ses enquêtes sur la rivière Maullín , Roca Remolino (en) et les canaux de la Région d'Aysén del General Carlos Ibáñez del Campo. Hudson était intéressé à enquêter sur l'existence possible d'une route de navigation à travers les eaux intérieures de l'archipel de Chiloé au détroit de Magellan , mais il en vint à se rendre compte que l' isthme d'Ofqui rendait cela impossible. Cependant, ses travaux hydrographiques ont jeté les bases de l' exploration par Hans Steffen de la Région d'Aysén del General Carlos Ibáñez del Campo la fin du XIXe siècle.

## Biographie
Francisco Hudson est né dans la ville de Curaco de Vélez , sur l' île Quinchao  dans la Province de Chiloé, située dans la Région des Lacs, de l'union des époux Santiago Hudson et Juana Cárdenas. Il était le frère du navigateur Santiago Hudson Cárdenas.
Francisco Hudson a étudié à l'école nautique d'Ancud, puis il a été transféré sur la frégate Chilem, sous le commandement de Roberto Simpson. Plus tard, il a exploré la rivière Maullín avec Francisco Vidal Gormaz , mais n'a pas atteint l'endroit où il est né surle lac Llanquihue situé dans la région des Lacs, dans les provinces d'Osorno et de Llanquihue. Hudson et Vidal Gormaz n'ont atteint qu'un seul point où il a observé "trois chutes d'eau" dans la rivière. Gormaz a proposé de nettoyer la rivière des grumes pour l'utiliser pour le transport du bois au profit des colons allemandsqui s'était déjà installé sur les rives du lac Llanquihue. Hudson tenta plus tard en vain d'atteindre les «trois chutes d'eau» du lac Llanquihue, et préparait une nouvelle expédition quand il fut mandaté pour une mission d'enquête à Remolinos Rock, un écueil réputé dangereux pour la navigation dans le canal de Chacao.
Après avoir lu les " Instructions de navigation pour l'Amérique du Sud " de Robert FitzRoy le capitaine du célèbre HMS Beagle, chargé de missions hydrographiques et cartographiques en Terre de Feu, Francisco Hudson s'est rendu compte de l'existence possible d'une route qui permettrait le trafic à travers les canaux de Patagonie sans avoir besoin de naviguer en pleine mer en la presqu'île de Tres Montes. Naviguer dans les quarantièmes rugissants à un caractère quelque peu périlleux. Les mers situées entre les 40e et 50e parallèles dans l'hémisphère Sud, sont particulièrement dangereuses en raison des vents forts établis, venant majoritairement de l'ouest. Il lui était donc difficile de trouver cette voie susceptible d' améliorer considérablement le trafic entre la colonie chilienne de Punta Arenas dans le détroit de Magellan, d'une part, et Chiloé et le centre du Chili, de l'autre.
En 1857, il est envoyé pour explorer le passage possible qu'il avait déduit des écrits de FitzRoy. Il a navigué d' Ancud avec le brick Janaqueo et le sloop de guerre Emprendedora, mais a dû renvoyer Janaqueo en raison de son mauvais état après de nombreuses années de service. L'expédition a navigué à travers le canal de Moraleda jusqu'à la lagune de San Rafael , où ils ont exploré l' isthme d'Ofqui à pied sans trouver aucun passage vers la baie de San Quintín du golfe de Penas.
Après cette expédition, il cartographia le canal Dalcahue près de sa ville natale et explora à nouveau la rivière Maullín avec Vidal Gormaz .

## Mort
En 1858, il a été aux commandes du brick Pizarro et a navigué au sud de Valparaíso, avec le gouverneur de Punta Arenas à bord. À Punta Arenas, il a rencontré son beau-frère Martín Aguayo, qui commandait le brick Meteoro, et comme Hudson, il a dû retourner au nord, alors ils ont décidé de le faire ensemble. Au début, ils ont essayé de naviguer à travers la section ouest du détroit de Magellan , mais en raison de vents forts, ils ont décidé de naviguer d'abord vers l'est et d'entrer dans le Pacifique par le cap Horn, après avoir passé le détroit du Maire, les deux navires se séparèrent dans une temps. Pizarro et Francisco Hudson n'ont jamais été revus. Le 1er juillet 1860, le gouvernement a publié un décret dans lequel ils ont été déclarés mort.

## Héritage
Francisco Hudson a largement contribué à l'exploration et à la cartographie du sud du Chili, améliorant la navigation autour de l' archipel de Chiloé et dans les chenaux de Patagonie à travers ses cartes. Ses œuvres ont été essentielles pour l'exploration intérieure ultérieure de la région d'Aysén par Hans Steffen . Hudson a également présenté plusieurs projets visant à améliorer le trafic fluvial et maritime, mais la plupart d'entre eux n'ont jamais été mis en œuvre.
En sa mémoire, le Mont Hudson , le volcan le plus actif de la région d'Aysén, porte son nom, ainsi que l'un des nombreux promontoires à l'entrée de la lagune de San Rafael. Au niveau institutionnel, l'un des bâtiments du Service hydrographique et océanographique de la marine chilienne (SHOA) s'appelle "Don Francisco Hudson".
L'origine curacano de Francisco Hudson rejoint celle d'autres marins éminents, comme Galvarino Riveros Cárdenas , qui a contribué à l'adoption de l'expression « berceau des héros » des années plus tard comme devise de Curaco de Vélez.